# ام‌اس کونگسهولم (۱۹۲۸)
ام‌اس کونگسهولم (۱۹۲۸) (به انگلیسی: MS Kungsholm (1928)) یک کشتی بود که طول آن ۱۸۱٫۳۲ متر (۵۹۴ فوت ۱۱ اینچ) بود. این کشتی در سال ۱۹۲۸ ساخته شد.